# Agustinas Hermanas del Amparo
La Congregación de Agustinas Hermanas del Amparo es una congregación religiosa católica femenina de derecho pontificio, fundada por el sacerdote español Sebastián Gili Vives, en Palma de Mallorca, el 6 de febrero de 1859. Las religiosas de este instituto son conocidas con el apelativo de agustinas del amparo y posponen a sus nobres las siglas A.H.A.

## Historia
Siendo directo del asilo de provincial de las Baleares, el sacerdote y canónigo de la Catedral de Mallorca, Sebastián Gili Vives, pidió ayuda a diversas congregaciones femeninas existentes para que se hicieran cargo de la atención de los niños allí acogidos. Al no obtener ayuda, el religioso reunió un grupo de mujeres deseosas de consagrar sus vidas a Dios y al servicio de los más necesitados, y con el ellas fundó la Congregación de las Agustinas Hermanas del Amparo. La cual dio inicio oficialmente con la vestición del hábito de las primeras religiosas, el 6 de febrero de 1859. El afiliarla a la Orden de San Agustín se debía a que el fundador pertenecía a la Orden Tercera Agustina. Consiguió que el instituto fuese reconocido por esta orden religiosa el 17 de enero de 1859.
Rigoberto Domenech y Valls, obispo de Mallorca, reconoció el instituto como una congregación de derecho diocesano el 20 de noviembre de 1923. Mientras que la aprobación pontificia la lograron en 1978, cuando el papa Pablo VI las declaró congregación de derecho pontificio.

## Organización
La congregación es un instituto religioso centralizado, cuyo gobierno recae en la superiora general, que en la actualidad es la religiosa Hna. Martina Moncadas Adela (natural de Palma de Mallorca) elegida en el cargo el 6 de noviembre de 2021 durante el Capítulo General. La casa general se encuentra en Palma de Mallorca.
Las agustinas del amparo se de dedican a la educación cristiana de la juventud, en las escuelas del instituto o también en aquellas donde las religiosas trabajan impartiendo las clases de religión. Según las necesidades de la iglesia local, pueden trabajar en otros apostolados.
En 2015, el instituto contaba con unas 106 religiosas y 25 conventos, presentes en España, Costa Rica, Honduras, Italia, Nicaragua y Perú.